# Walton (Nebraska)
Walton – jednostka osadnicza w Stanach Zjednoczonych, w stanie Nebraska, w hrabstwie Lancaster.